# Pop/Stars
«Pop/Stars» — сингл виртуальной K-pop гёрл-группы K/DA, изданный 3 ноября 2018 года к церемонии открытия финала League of Legends World Championship 2018. Видеоклип к песне вошёл в топ по скорости набранных просмотров на YouTube. В качестве вокалисток виртуальной группы выступили участницы южнокорейской группы (G)I-DLE Соён и Миён, а также певицы Мэдисон Бир и Джейра Бёрнс. Песня заняла первое место в хит-параде World Digital Songs, таким образом K/DA стала четвёртой женской K-pop-группой, возглавившей этот чарт.

## Информация о песне
Группа K/DA состоит из четырёх виртуальных персонажей, вокальные партии которых исполнили Соён и Миён из группы (G) I-DLE и певицы Мэдисон Бир и Джейра Бёрнс Темп музыкальной композиции «Pop/Stars» составляет 170 ударов в минуту. Текст песни написан на корейском и английском языках. Видеоклип «Pop/Stars» вышел вместе с синглом, в нём представлены персонажи League of Legends и рекламируются платные скины к ним; также было издано и танцевальное видео. Соён, Миён, Мэдисон Бир и Джейра Бёрнс исполнили песню во время церемонии открытия финала чемпионата мира по League of Legends 2018. Они находились на сцене вместе с голограммами своих персонажей. Положительный отзыв о песне был опубликован в издании The Verge.

## Список композиций
Цифровой сингл
1. «Pop/Stars» — 3:11

## Позиции в чартах
| Чарт (2018)                                            | Наивысшая позиция |
| ------------------------------------------------------ | ----------------- |
| Австралия — Digital Tracks (ARIA)                      | 49                |
| Австралия — Hitseekers (ARIA)                          | 2                 |
| Канада Hot Digital Song Sales (Billboard)              | 30                |
| Чехия (Singles Digitál Top 100)                        | 72                |
| Франция (SNEP)                                         | 86                |
| Греция — International Digital Singles (IFPI)          | 29                |
| Венгрия (Single Top 40)                                | 4                 |
| Венгрия (Stream Top 40)                                | 21                |
| Япония — Hot Overseas (Billboard Japan)                | 13                |
| Малайзия (RIM)                                         | 16                |
| Новая Зеландия — Hot Singles (RMNZ)                    | 6                 |
| Шотландия (Official Charts Company)                    | 82                |
| Сингапур (RIAS)                                        | 6                 |
| Словакия (Singles Digitál Top 100)                     | 91                |
| Республика Корея (Gaon)                                | 39                |
| Швеция — Heatseeker (Sverigetopplistan)                | 4                 |
| Великобритания — UK Download (Official Charts Company) | 75                |
| США — Digital Songs (Billboard)                        | 30                |
| World Digital Songs (Billboard)                        | 1                 |

## Хронология издания
| Страна | Дата          | Формат               | Ссылка |
| ------ | ------------- | -------------------- | ------ |
| Все    | 3 ноября 2018 | цифровая дистрибуция | [ 8 ]  |